# AFC-mästerskapet i futsal 2014
AFC-mästerskapet i futsal 2014 var ett mästerskap i futsal för AFC-landslag som spelades 30 april–10 maj 2014. Mästerskapet var den 13:e i ordningen som man har spelat i AFC-mästerskapet i futsal. Vietnam var värdland för turneringen och samtliga matcherna spelades i Ho Chi Minh-staden.

## Resultat

### Gruppspel

#### Grupp A
| Nr | Lag          | S | V | O | F | GM | IM | MS  | P |
| -- | ------------ | - | - | - | - | -- | -- | --- | - |
| 1  | Kuwait       | 3 | 2 | 0 | 1 | 11 | 5  | +6  | 6 |
| 2  | Vietnam      | 3 | 2 | 0 | 1 | 13 | 7  | +6  | 6 |
| 3  | Irak         | 3 | 2 | 0 | 1 | 11 | 7  | +4  | 6 |
| 4  | Tadzjikistan | 3 | 0 | 0 | 3 | 5  | 21 | −16 | 0 |

|       | 30 april 2014 | Kuwait                             | 5 – 0 | Tadzjikistan | Phu Tho Gymnasium                             |                                               |
| 16:00 | 16:00         | Hamad 3′, 22′ Tawail 13′, 38′, 39′ |       |              | Ho Chi Minh-staden Domare: Zhang Youze (Kina) | Ho Chi Minh-staden Domare: Zhang Youze (Kina) |
| 16:00 | 16:00         |                                    |       |              | Ho Chi Minh-staden Domare: Zhang Youze (Kina) | Ho Chi Minh-staden Domare: Zhang Youze (Kina) |
| 16:00 | 16:00         |                                    |       |              | Ho Chi Minh-staden Domare: Zhang Youze (Kina) | Ho Chi Minh-staden Domare: Zhang Youze (Kina) |

|       | 30 april 2014 | Vietnam                      | 1 – 2 | Irak                                            | Phu Tho Gymnasium  |                    |
| 19:00 | 19:00         | Hussein Al-Zubaidi 25′ (o.g) |       | Firas Mohammed Abed 22′ Waleed Khalid Fahem 40′ | Ho Chi Minh-staden | Ho Chi Minh-staden |
| 19:00 | 19:00         |                              |       |                                                 | Ho Chi Minh-staden | Ho Chi Minh-staden |
| 19:00 | 19:00         |                              |       |                                                 | Ho Chi Minh-staden | Ho Chi Minh-staden |

|       | 2 maj 2014 | Irak                                                                                 | 3 – 5 | Kuwait                                                                                 | Phu Tho Gymnasium  |                    |
| 16:00 | 16:00      | Amjad Kareem Hwede 18′ Waleed Khalid Fahem 34′ Karrar Mohsin Mohammed Al Thabeti 35′ |       | Ahmad 2′ Abdulrahman T F S S Altawail 16′, 29′, 30′ Abdulrahman N J S R Almosabehi 25′ | Ho Chi Minh-staden | Ho Chi Minh-staden |
| 16:00 | 16:00      |                                                                                      |       |                                                                                        | Ho Chi Minh-staden | Ho Chi Minh-staden |
| 16:00 | 16:00      |                                                                                      |       |                                                                                        | Ho Chi Minh-staden | Ho Chi Minh-staden |

|       | 2 maj 2014 | Tadzjikistan                                                          | 4 – 10 | Vietnam | Phu Tho Gymnasium  |                    |
| 18:30 | 18:30      | Khurshed Makhmudov 11′, 28′ Mansur Mamedbabaev 17′ Sherzod Jumaev 17′ |        | Tran Van Vu 10′ Phung Trong Luan 12′, 27′ Ngo Ngoc Son 13′, 27′ Le Quoc Nam 15′ Pham Duc Hoa 16′ Nguyen Bao Quan 25′, 33′ Ly Khanh Hung 37′ | Ho Chi Minh-staden | Ho Chi Minh-staden |
| 18:30 | 18:30      |                                                                       |        | | Ho Chi Minh-staden | Ho Chi Minh-staden |
| 18:30 | 18:30      |                                                                       |        | | Ho Chi Minh-staden | Ho Chi Minh-staden |

|       | 4 maj 2014 | Vietnam                               | 2 – 1 | Kuwait                             | Phu Tho Gymnasium  |                    |
| 18:30 | 18:30      | Ahmad 18′ (sjm.) Phung Trong Luan 24′ |       | Abdulrahman N J S R Almosabehi 40′ | Ho Chi Minh-staden | Ho Chi Minh-staden |
| 18:30 | 18:30      |                                       |       |                                    | Ho Chi Minh-staden | Ho Chi Minh-staden |
| 18:30 | 18:30      |                                       |       |                                    | Ho Chi Minh-staden | Ho Chi Minh-staden |

|       | 4 maj 2014 | Tadzjikistan           | 1 – 6 | Irak | Ton Duc Thang University Gymnasium |                    |
| 18:30 | 18:30      | Khurshed Makhmudov 13′ |       | Mustafa Bachay Hamzah 1′, 24′ Hasan 15′, 28′ Waleed Khalid Fahem 27′ Karrar Mohsin Mohammed Al Thabeti 35′ | Ho Chi Minh-staden                 | Ho Chi Minh-staden |
| 18:30 | 18:30      |                        |       | | Ho Chi Minh-staden                 | Ho Chi Minh-staden |
| 18:30 | 18:30      |                        |       | | Ho Chi Minh-staden                 | Ho Chi Minh-staden |

#### Grupp B
| Nr | Lag        | S | V | O | F | GM | IM | MS  | P |
| -- | ---------- | - | - | - | - | -- | -- | --- | - |
| 1  | Iran       | 3 | 3 | 0 | 0 | 25 | 2  | +23 | 9 |
| 2  | Australien | 3 | 2 | 0 | 1 | 8  | 9  | −1  | 6 |
| 3  | Indonesien | 3 | 1 | 0 | 2 | 5  | 13 | −8  | 3 |
| 4  | Kina       | 3 | 0 | 0 | 3 | 4  | 18 | −14 | 0 |

|       | 30 april 2014 | Iran                                                                                    | 5 – 1 | Indonesien          | Ton Duc Thang University Gymnasium                             |                                                                |
| 16:00 | 16:00         | Hossein Tayebi 8′ Farhad Tavakoli 17′, 17′ Ali Asghar Hassanzadeh 18′ Vahid Shafiei 38′ |       | Andri Kustiawan 30′ | Ho Chi Minh-staden Publik: 650 Domare: Tomohiro Kozaki (Japan) | Ho Chi Minh-staden Publik: 650 Domare: Tomohiro Kozaki (Japan) |
| 16:00 | 16:00         |                                                                                         |       |                     | Ho Chi Minh-staden Publik: 650 Domare: Tomohiro Kozaki (Japan) | Ho Chi Minh-staden Publik: 650 Domare: Tomohiro Kozaki (Japan) |
| 16:00 | 16:00         |                                                                                         |       |                     | Ho Chi Minh-staden Publik: 650 Domare: Tomohiro Kozaki (Japan) | Ho Chi Minh-staden Publik: 650 Domare: Tomohiro Kozaki (Japan) |

|       | 30 april 2014 | Australien           | 2 – 1 | Kina         | Ton Duc Thang University Gymnasium |                    |
| 19:00 | 19:00         | Tobias Seeto 6′, 39′ |       | Zhang Wen 3′ | Ho Chi Minh-staden                 | Ho Chi Minh-staden |
| 19:00 | 19:00         |                      |       |              | Ho Chi Minh-staden                 | Ho Chi Minh-staden |
| 19:00 | 19:00         |                      |       |              | Ho Chi Minh-staden                 | Ho Chi Minh-staden |

|       | 2 maj 2014 | Indonesien | 0 – 5 | Australien                                                                                          | Ton Duc Thang University Gymnasium                    |                                                       |
| 16:00 | 16:00      |            |       | Wade Giovenali 14′ Fernando de Moraes 20′ Gregory Giovenali 38′ Tobias Seeto 39′ Daniel Fogarty 40′ | Ho Chi Minh-staden Domare: Hiroyuki Kobayashi (Japan) | Ho Chi Minh-staden Domare: Hiroyuki Kobayashi (Japan) |
| 16:00 | 16:00      |            |       | | Ho Chi Minh-staden Domare: Hiroyuki Kobayashi (Japan) | Ho Chi Minh-staden Domare: Hiroyuki Kobayashi (Japan) |
| 16:00 | 16:00      |            |       | | Ho Chi Minh-staden Domare: Hiroyuki Kobayashi (Japan) | Ho Chi Minh-staden Domare: Hiroyuki Kobayashi (Japan) |

|       | 2 maj 2014 | Kina | 0 – 12 | Iran | Ton Duc Thang University Gymnasium |                    |
| 18:30 | 18:30      |      |        | Hossein Tayebi 1′, 12′, 27′, 35′ Farhad Tavakoli 5′ Ali Asghar Hassanzadeh 1′, 2′, 25′ Vahid Shafiei 10′, 28′ Farhad Fakhim 24′ Hamid Ahmadi 40′ | Ho Chi Minh-staden                 | Ho Chi Minh-staden |
| 18:30 | 18:30      |      |        | | Ho Chi Minh-staden                 | Ho Chi Minh-staden |
| 18:30 | 18:30      |      |        | | Ho Chi Minh-staden                 | Ho Chi Minh-staden |

|       | 4 maj 2014 | Iran | 8 – 1 | Australien        | Phu Tho Gymnasium  |                    |
| 16:00 | 16:00      | Hossein Tayebi 2′, 10′, 11′ Mohammad Taheri 10′, 29′ Alireza Vafaei 15′ Vahid Shafiei 17′ Ahmad Esmaeilpour 28′ |       | Daniel Fogarty 7′ | Ho Chi Minh-staden | Ho Chi Minh-staden |
| 16:00 | 16:00      | |       |                   | Ho Chi Minh-staden | Ho Chi Minh-staden |
| 16:00 | 16:00      | |       |                   | Ho Chi Minh-staden | Ho Chi Minh-staden |

|       | 4 maj 2014 | Kina                                                         | 3 – 4 | Indonesien                                         | Ton Duc Thang University Gymnasium |                    |
| 16:00 | 16:00      | Zhao Liang 9′ Wang Tianyi 11′ Andriansyah Agustin 40′ (sjm.) |       | Andri Kustiawan 3′, 30′ Caisar Oktavianus 12′, 36′ | Ho Chi Minh-staden                 | Ho Chi Minh-staden |
| 16:00 | 16:00      |                                                              |       |                                                    | Ho Chi Minh-staden                 | Ho Chi Minh-staden |
| 16:00 | 16:00      |                                                              |       |                                                    | Ho Chi Minh-staden                 | Ho Chi Minh-staden |

#### Grupp C
| Nr | Lag              | S | V | O | F | GM | IM | MS | P |
| -- | ---------------- | - | - | - | - | -- | -- | -- | - |
| 1  | Thailand         | 3 | 2 | 1 | 0 | 15 | 6  | +9 | 7 |
| 2  | Libanon          | 3 | 1 | 1 | 1 | 12 | 13 | −1 | 4 |
| 3  | Kinesiska Taipei | 3 | 1 | 0 | 2 | 10 | 15 | −5 | 3 |
| 4  | Malaysia         | 3 | 1 | 0 | 2 | 8  | 11 | −3 | 3 |

|       | 1 maj 2014 | Thailand | 7 – 1 | Malaysia       | Phu Tho Gymnasium                                                      |                                                                        |
| 16:00 | 16:00      | Jirawat Sornwichian 11′, 12′ Suphawut Thueanklang 26′, 29′, 36′ Wiwat Thaijaroen 31′ Zubaidi Alwee 39′ (sjm.) |       | Asmie Amir 11′ | Ho Chi Minh-staden Publik: 350 Domare: Vahid Arzpeyma Mohamareh (Iran) | Ho Chi Minh-staden Publik: 350 Domare: Vahid Arzpeyma Mohamareh (Iran) |
| 16:00 | 16:00      | |       |                | Ho Chi Minh-staden Publik: 350 Domare: Vahid Arzpeyma Mohamareh (Iran) | Ho Chi Minh-staden Publik: 350 Domare: Vahid Arzpeyma Mohamareh (Iran) |
| 16:00 | 16:00      | |       |                | Ho Chi Minh-staden Publik: 350 Domare: Vahid Arzpeyma Mohamareh (Iran) | Ho Chi Minh-staden Publik: 350 Domare: Vahid Arzpeyma Mohamareh (Iran) |

|       | 1 maj 2014 | Libanon | 8 – 5 | Kinesiska Taipei                                                           | Phu Tho Gymnasium                                                |                                                                  |
| 18:30 | 18:30      | Moustafa Serhan 2′ Ali Tneich 17′, 23′ Mohamad Kobeissy 23′, 23′, 39′ Ahmad Kheir El Dine 28′ Hassan Zeitoun 35′ |       | Chu Chia-Wei 9′ Liu Chi-Chao 11′ Huang Cheng-Tsung 18′, 19′ Lo Chih-En 27′ | Ho Chi Minh-staden Publik: 150 Domare: Chris Colley (Australien) | Ho Chi Minh-staden Publik: 150 Domare: Chris Colley (Australien) |
| 18:30 | 18:30      | |       |                                                                            | Ho Chi Minh-staden Publik: 150 Domare: Chris Colley (Australien) | Ho Chi Minh-staden Publik: 150 Domare: Chris Colley (Australien) |
| 18:30 | 18:30      | |       |                                                                            | Ho Chi Minh-staden Publik: 150 Domare: Chris Colley (Australien) | Ho Chi Minh-staden Publik: 150 Domare: Chris Colley (Australien) |

|       | 3 maj 2014 | Malaysia                                                   | 5 – 1 | Libanon        | Phu Tho Gymnasium  |                    |
| 16:00 | 16:00      | Shamsul Akmar 1′, 23′ Saiful Nizam 5′, 11′ Saiful Aula 34′ |       | Ali Tneich 16′ | Ho Chi Minh-staden | Ho Chi Minh-staden |
| 16:00 | 16:00      |                                                            |       |                | Ho Chi Minh-staden | Ho Chi Minh-staden |
| 16:00 | 16:00      |                                                            |       |                | Ho Chi Minh-staden | Ho Chi Minh-staden |

|       | 3 maj 2014 | Kinesiska Taipei                     | 2 – 5 | Thailand | Phu Tho Gymnasium                                                          |                                                                            |
| 18:30 | 18:30      | Lo Chih-an 24′ Huang Cheng-Tsung 33′ |       | Suphawut Thueanklang 3′ Jetsada Chudech 4′ Piyapat Rattana 8′ Kritsada Wongkaeo 24′ Jirawat Sornwichian 33′ | Ho Chi Minh-staden Publik: 200 Domare: Hasan Mohammed Mousa Al-Gbur (Irak) | Ho Chi Minh-staden Publik: 200 Domare: Hasan Mohammed Mousa Al-Gbur (Irak) |
| 18:30 | 18:30      |                                      |       | | Ho Chi Minh-staden Publik: 200 Domare: Hasan Mohammed Mousa Al-Gbur (Irak) | Ho Chi Minh-staden Publik: 200 Domare: Hasan Mohammed Mousa Al-Gbur (Irak) |
| 18:30 | 18:30      |                                      |       | | Ho Chi Minh-staden Publik: 200 Domare: Hasan Mohammed Mousa Al-Gbur (Irak) | Ho Chi Minh-staden Publik: 200 Domare: Hasan Mohammed Mousa Al-Gbur (Irak) |

|       | 5 maj 2014 | Thailand                                            | 3 – 3 | Libanon                                | Phu Tho Gymnasium                                         |                                                           |
| 16:00 | 16:00      | Kritsada Wongkaeo 21′ Suphawut Thueanklang 33′, 40′ |       | Ali Tneich 1′ Karim Abou Zaid 17′, 40′ | Ho Chi Minh-staden Publik: 200 Domare: Zhang Youze (Kina) | Ho Chi Minh-staden Publik: 200 Domare: Zhang Youze (Kina) |
| 16:00 | 16:00      |                                                     |       |                                        | Ho Chi Minh-staden Publik: 200 Domare: Zhang Youze (Kina) | Ho Chi Minh-staden Publik: 200 Domare: Zhang Youze (Kina) |
| 16:00 | 16:00      |                                                     |       |                                        | Ho Chi Minh-staden Publik: 200 Domare: Zhang Youze (Kina) | Ho Chi Minh-staden Publik: 200 Domare: Zhang Youze (Kina) |

|       | 5 maj 2014 | Kinesiska Taipei                                         | 3 – 2 | Malaysia                       | Ton Duc Thang University Gymnasium |                    |
| 16:00 | 16:00      | Chang Hao-Wei 14′ Huang Cheng-Tsung 17′ Weng Wei-Pin 26′ |       | Asmie Amir 20′ Fitri Yatim 29′ | Ho Chi Minh-staden                 | Ho Chi Minh-staden |
| 16:00 | 16:00      |                                                          |       |                                | Ho Chi Minh-staden                 | Ho Chi Minh-staden |
| 16:00 | 16:00      |                                                          |       |                                | Ho Chi Minh-staden                 | Ho Chi Minh-staden |

#### Grupp D
| Nr | Lag         | S | V | O | F | GM | IM | MS  | P |
| -- | ----------- | - | - | - | - | -- | -- | --- | - |
| 1  | Uzbekistan  | 3 | 2 | 1 | 0 | 7  | 3  | +4  | 7 |
| 2  | Japan       | 3 | 2 | 0 | 1 | 17 | 2  | +15 | 6 |
| 3  | Kirgizistan | 3 | 1 | 1 | 1 | 6  | 7  | −1  | 4 |
| 4  | Sydkorea    | 3 | 0 | 0 | 3 | 1  | 19 | −18 | 0 |

|       | 1 maj 2014 | Japan | 12 – 0 | Sydkorea | Ton Duc Thang University Gymnasium |                    |
| 16:00 | 16:00      | Kazuhiro Nibuya 3′, 35′ Nobuya Osodo 6′, 20′, 31′ Yusuke Nakamura 16′, 33′, 38′ Akira Minamoto 29′ Uchimura Shunta 31′ Sato Toru 36′ Kaoru Morioka 39′ |        |          | Ho Chi Minh-staden                 | Ho Chi Minh-staden |
| 16:00 | 16:00      | |        |          | Ho Chi Minh-staden                 | Ho Chi Minh-staden |
| 16:00 | 16:00      | |        |          | Ho Chi Minh-staden                 | Ho Chi Minh-staden |

|       | 1 maj 2014 | Kirgizistan                        | 2 – 2 | Uzbekistan                                          | Ton Duc Thang University Gymnasium |                    |
| 18:30 | 18:30      | Ulan Ryskulov 38′ Emil Kanetov 39′ |       | Erkin Tabaldiev 5′ (sjm.) Farkhod Abdumavlyanov 17′ | Ho Chi Minh-staden                 | Ho Chi Minh-staden |
| 18:30 | 18:30      |                                    |       |                                                     | Ho Chi Minh-staden                 | Ho Chi Minh-staden |
| 18:30 | 18:30      |                                    |       |                                                     | Ho Chi Minh-staden                 | Ho Chi Minh-staden |

|       | 3 maj 2014 | Sydkorea           | 1 – 4 | Kirgizistan                                                     | Ton Duc Thang University Gymnasium |                    |
| 16:00 | 16:00      | Shin Jong-hoon 32′ |       | Rustam Ermekov 17′, 27′ Marat Duvanaev 37′ Vadim Kondratkov 40′ | Ho Chi Minh-staden                 | Ho Chi Minh-staden |
| 16:00 | 16:00      |                    |       |                                                                 | Ho Chi Minh-staden                 | Ho Chi Minh-staden |
| 16:00 | 16:00      |                    |       |                                                                 | Ho Chi Minh-staden                 | Ho Chi Minh-staden |

|       | 3 maj 2014 | Uzbekistan                          | 2 – 1 | Japan                | Ton Duc Thang University Gymnasium |                    |
| 18:30 | 18:30      | Andrey Shlema 10′ Artur Yunusov 40′ |       | Nishitani Ryosuke 9′ | Ho Chi Minh-staden                 | Ho Chi Minh-staden |
| 18:30 | 18:30      |                                     |       |                      | Ho Chi Minh-staden                 | Ho Chi Minh-staden |
| 18:30 | 18:30      |                                     |       |                      | Ho Chi Minh-staden                 | Ho Chi Minh-staden |

|       | 5 maj 2014 | Japan                                                      | 4 – 0 | Kirgizistan | Phu Tho Gymnasium  |                    |
| 18:30 | 18:30      | Akira Minamoto 4′ Kazuhiro Nibuya 9′ Nobuya Osodo 17′, 35′ |       |             | Ho Chi Minh-staden | Ho Chi Minh-staden |
| 18:30 | 18:30      |                                                            |       |             | Ho Chi Minh-staden | Ho Chi Minh-staden |
| 18:30 | 18:30      |                                                            |       |             | Ho Chi Minh-staden | Ho Chi Minh-staden |

|       | 5 maj 2014 | Uzbekistan                                             | 3 – 0 | Sydkorea | Ton Duc Thang University Gymnasium |                    |
| 18:30 | 18:30      | Tojiboev Shuhrat 16′ Choriev 34′ Rakhmatov Dilshod 39′ |       |          | Ho Chi Minh-staden                 | Ho Chi Minh-staden |
| 18:30 | 18:30      |                                                        |       |          | Ho Chi Minh-staden                 | Ho Chi Minh-staden |
| 18:30 | 18:30      |                                                        |       |          | Ho Chi Minh-staden                 | Ho Chi Minh-staden |

### Utslagsspel

#### Kvartsfinaler
|       | 7 maj 2014 | Kuwait                                                               | 5 – 2 | Australien                         | Phu Tho Gymnasium  |                    |
| 15:30 | 15:30      | Hamad 21′, 32′ Abdulrahman T F S S Altawail 29′ Abdulrahman 32′, 34′ |       | Tobias Seeto 32′ Jarrod Basger 28′ | Ho Chi Minh-staden | Ho Chi Minh-staden |
| 15:30 | 15:30      |                                                                      |       |                                    | Ho Chi Minh-staden | Ho Chi Minh-staden |
| 15:30 | 15:30      |                                                                      |       |                                    | Ho Chi Minh-staden | Ho Chi Minh-staden |

|       | 7 maj 2014 | Thailand                                         | 2 – 3 | Japan                                                 | Ton Duc Thang University Gymnasium |                    |
| 15:30 | 15:30      | Suphawut Thueanklang 20′ Jirawat Sornwichian 25′ |       | Kazuhiro Nibuya 7′ Nobuya Osodo 14′ Kaoru Morioka 36′ | Ho Chi Minh-staden                 | Ho Chi Minh-staden |
| 15:30 | 15:30      |                                                  |       |                                                       | Ho Chi Minh-staden                 | Ho Chi Minh-staden |
| 15:30 | 15:30      |                                                  |       |                                                       | Ho Chi Minh-staden                 | Ho Chi Minh-staden |

|       | 7 maj 2014 | Iran | 15 – 4 | Vietnam                                                        | Phu Tho Gymnasium  |                    |
| 18:30 | 18:30      | Hossein Tayyebi 2′, 10′, 24′ Farhad Fakhim 11′, 36′, 38′ Ahmad Esmaeilpour 12′ Alireza Vafaei 17′, 36′ Ali Asghar Hassanzadeh 25′, 26′, 28′ Mohammad Shajari 29′, 32′ Behrozi Jafari 30′ |        | Phung Trong Luan 12′, 29′ Ly Khanh Hung 22′ Pham Thanh Dat 33′ | Ho Chi Minh-staden | Ho Chi Minh-staden |
| 18:30 | 18:30      | |        |                                                                | Ho Chi Minh-staden | Ho Chi Minh-staden |
| 18:30 | 18:30      | |        |                                                                | Ho Chi Minh-staden | Ho Chi Minh-staden |

|       | 7 maj 2014 | Uzbekistan | 6 – 2 | Libanon                             | Ton Duc Thang University Gymnasium |                    |
| 18:30 | 18:30      | Shlema Andrey 10′ Rakhmatov Dilshod 25′, 32′ Tojiboev Shuhrat 26′ Yunusov Artur 30′ Abdumavlyanov Farkhod 30′ |       | Ahamd Kheir 38′ Moustafa Serhan 40′ | Ho Chi Minh-staden                 | Ho Chi Minh-staden |
| 18:30 | 18:30      | |       |                                     | Ho Chi Minh-staden                 | Ho Chi Minh-staden |
| 18:30 | 18:30      | |       |                                     | Ho Chi Minh-staden                 | Ho Chi Minh-staden |

#### Semifinaler
|       | 8 maj 2014 | Kuwait                    | 1 – 6 | Japan                                                                         | Phu Tho Gymnasium  |                    |
| 15:30 | 15:30      | Mohammad A A Mohammad 15′ |       | Inaba Kotaro 5′, 22′ Akira Minamoto 21′ Nobuya Osodo 24′, 27′ Hoshi Shota 29′ | Ho Chi Minh-staden | Ho Chi Minh-staden |
| 15:30 | 15:30      |                           |       |                                                                               | Ho Chi Minh-staden | Ho Chi Minh-staden |
| 15:30 | 15:30      |                           |       |                                                                               | Ho Chi Minh-staden | Ho Chi Minh-staden |

|       | 8 maj 2014 | Iran | 10 – 0 | Uzbekistan | Phu Tho Gymnasium  |                    |
| 18:30 | 18:30      | Hossein Tayyebi 5′, 24′, 28′ Vahid Shafiei 10′, 23′, 31′ Alireza Vafaei 1′ Ali Asghar Hassanzadeh 5′ Ahmad Esmaeilpour 7′ Mohammad Shajari 30′ |        |            | Ho Chi Minh-staden | Ho Chi Minh-staden |
| 18:30 | 18:30      | |        |            | Ho Chi Minh-staden | Ho Chi Minh-staden |
| 18:30 | 18:30      | |        |            | Ho Chi Minh-staden | Ho Chi Minh-staden |

#### Match om tredjepris
|       | 10 maj 2014 | Kuwait            | 1 – 2 | Uzbekistan                                      | Phu Tho Gymnasium  |                    |
| 16:00 | 16:00       | Hamad Alwadhi 35′ |       | Rakhmatov Dilshod 11′ Abdumavlyanov Farkhod 34′ | Ho Chi Minh-staden | Ho Chi Minh-staden |
| 16:00 | 16:00       |                   |       |                                                 | Ho Chi Minh-staden | Ho Chi Minh-staden |
| 16:00 | 16:00       |                   |       |                                                 | Ho Chi Minh-staden | Ho Chi Minh-staden |

#### Final
|       | 10 maj 2014 | Japan                                           | 2 – 2 (e.fl.)              | Iran                                                    | Phu Tho Gymnasium                                                    |                                                                      |
| 19:00 | 19:00       | Inaba Kotaro 26′ Hamid Ahmadi 46′ (sjm.)        | (1 – 0)                    | Farhad Tavakoli 8′ Hossein Tayebi 43′                   | Ho Chi Minh-staden Publik: 2 000 Domare: Nurdin Bukuev (Kirgizistan) | Ho Chi Minh-staden Publik: 2 000 Domare: Nurdin Bukuev (Kirgizistan) |
| 19:00 | 19:00       |                                                 |                            |                                                         | Ho Chi Minh-staden Publik: 2 000 Domare: Nurdin Bukuev (Kirgizistan) | Ho Chi Minh-staden Publik: 2 000 Domare: Nurdin Bukuev (Kirgizistan) |
| 19:00 | 19:00       | Kazuhiro Nibuya Tomoki Yoshikawa Akira Minamoto | Straffsparksläggning 3 – 0 | Mohammad Taheri Ghodrat Bahadori Ali Asghar Hassanzadeh | Ho Chi Minh-staden Publik: 2 000 Domare: Nurdin Bukuev (Kirgizistan) | Ho Chi Minh-staden Publik: 2 000 Domare: Nurdin Bukuev (Kirgizistan) |